# Хосе Ечевесте
Хосе Ечевесте Гальфарсоро (ісп. José Echeveste Galfarnoso; 19 березня 1899, Ірун, Країна Басків, Іспанія — 7 грудня 1982, Ірун) — іспанський футболіст, що грав на позиції нападника.
Виступав за клуб «Реал Уніон» і національну збірну Іспанії.

## Клубна кар'єра
У дорослому футболі дебютував 1919 року виступами за команду клубу «Реал Уніон», кольори якої і захищав протягом усієї своєї кар'єри гравця, що тривала чотирнадцять років. Тричі грав у фіналах кубка Іспанії. 1922 року його команда поступилася каталонській «Барселоні» (1:5), а у вирішальних матчах 1924 і 1927 років була сильнішою від мадридського «Реала» (1:0) і «Аренаса» з Гечо (1:0) завдяки голам Хосе Ечевесте.
1929 року, у новостворенній загальноіспанській професіональній лізі провів сім ігор. Забивав м'ячі у ворота Грегоріо Бласко («Атлетіка» Більбао), Рікардо Самори («Еспаньйол» Барселона) і Валентина Раба Альєнде («Атлетіко» Мадрид). Останній матч у чемпіонаті провів 11 січня 1931 року проти «Алавеса».
Статистика клубних виступів:
| Сезон             | Команда           | Чемпіонат         | Чемпіонат | Чемпіонат |
| Сезон             | Команда           | Л                 | І         | Г         |
| ----------------- | ----------------- | ----------------- | --------- | --------- |
| 1929              | «Реал Уніон»      | Д-1               | 7         | 3         |
| 1930/31           | «Реал Уніон»      | Д-1               | 1         | 0         |
| Усього за кар'єру | Усього за кар'єру | Усього за кар'єру | 8         | 3         |

## Виступи за збірну
1922 року дебютував в офіційних матчах у складі національної збірної Іспанії. Протягом кар'єри у національній команді, яка тривала 6 років, провів у формі головної команди країни 4 матчі.
| Дата       | Місто    | Господарі | Результат | Гості   | Турнір           | Голи                         | Примітки |
| ---------- | -------- | --------- | --------- | ------- | ---------------- | ---------------------------- | -------- |
| 30-04-1922 | Бордо    | Франція   | 0 – 4     | Іспанія | товариський матч | Алькантара (2), Травьєсо (2) |          |
| 01-06-1925 | Берн     | Швейцарія | 0 – 3     | Іспанія | товариський матч | Ерраскін (3)                 |          |
| 14-06-1925 | Валенсія | Іспанія   | 1 – 0     | Італія  | товариський матч | Ерраскін                     |          |
| 29-05-1927 | Болонья  | Італія    | 2 – 0     | Іспанія | товариський матч | Балонч'єрі, Пратс (а/г)      |          |
| Усього     |          | Матчів    | 4         |         | Голів            | 0                            |          |

## Досягнення
- Володар Кубка Іспанії (2): 1924, 1927